# Paulus Aurelianus

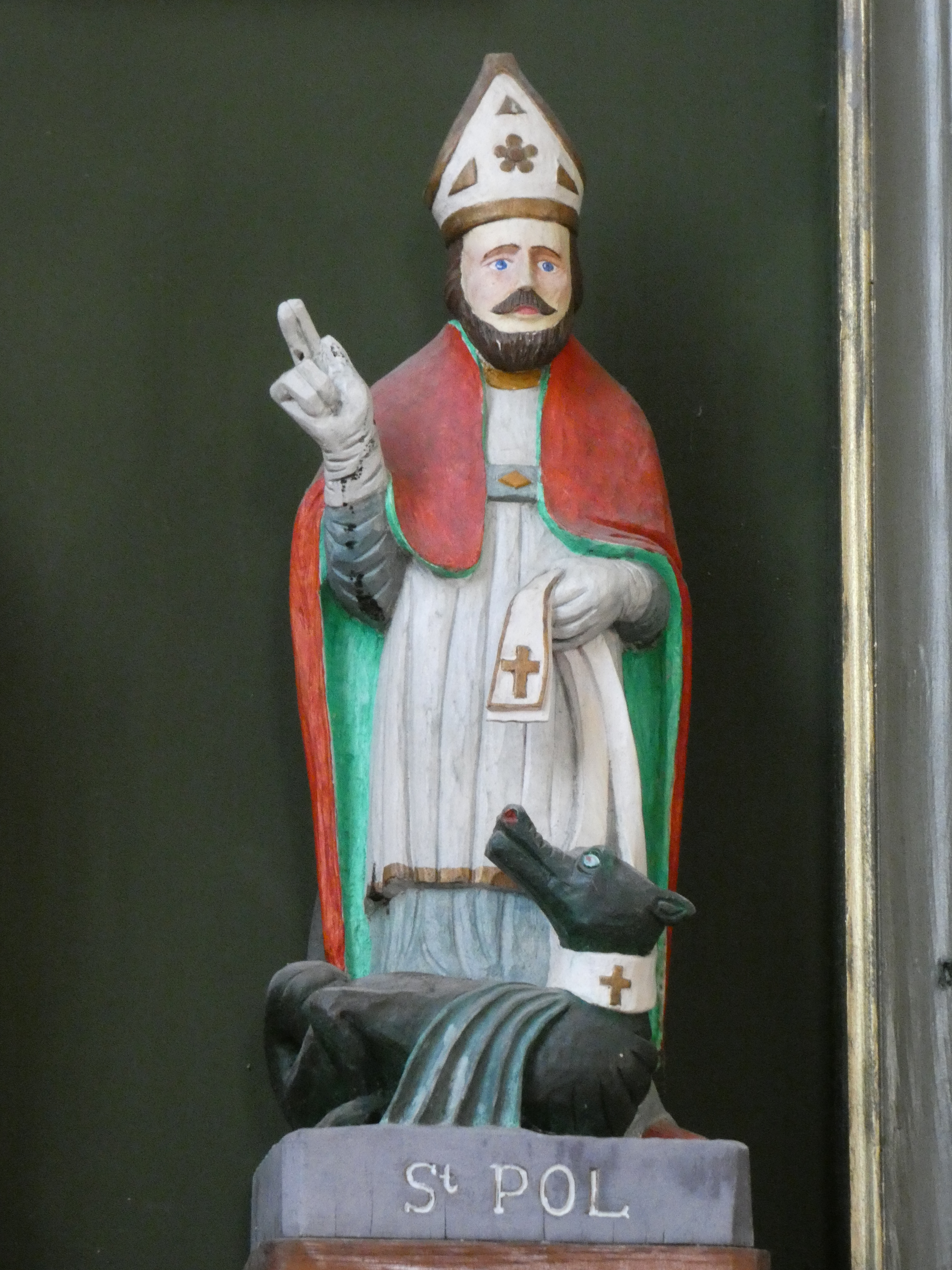
Paulus Aurelianus in der Kirche Notre-Dame du Kreisker Saint-Pol-de-Léon

Paulus Aurelianus (auch Pol Aurelian, Pol de Léon, Paulinus oder einfach Paol, * 5. Jahrhundert, † 6. Jahrhundert) war ein keltischer Heiliger. Er ist einer der sieben nach ihrem Tod vom Volk als heilig verehrten Gründerbischöfe der Bretagne. 

## Vita
Seine Hagiographie wurde im Jahr 884 von einem bretonischen Mönch namens Wrmonoc aufgezeichnet. Paulinus war demnach der Sohn eines britischen Häuptlings. Wie auch Samson von Dol, Gildas und David von Menevia war Paulus Aurelianus Schüler des heiligen Hildutus und wurde in den walisischen Klöstern Llan Illtyd Vawr (Grafschaft Glamorganshire) und Ynys Pyr ausgebildet.
Er gründete Kirchen nahe Llandovery in der Dyfed Grafschaft Carmarthenshire. Bereits im Jahr 518 hatte er in Yr Henllwyn (Alter Busch) eine Ty Gwyn (Weiße Kirche) genannte Abtei gegründet. Er nahm vermutlich an der Synode von Llanddewi Brefi im Jahr 545 teil. Ein Stein in der Nähe des Dorfes Pumpsaint (walisisch „Fünf Heilige“) in der Dyfed Grafschaft Cardiganshire, der auf das Jahr 550 datiert wird, preist ihn als „Retter des Glaubens, beständiger Liebhaber seines Landes“.
Paulus gründete Klöster in der Bretagne bei Lampaul, auf der Île-d’Ouessant, auf der Île-de-Batz (wo er später starb) und bei Ocsimor, dem heutigen Saint-Pol-de-Léon im Département Finistère. Dort wurde er durch den Frankenkönig Childebert I. zum ersten Bischof der Stadt bestellt.

## Verehrung
Sein Gedenktag ist der 12. März. Die ehemalige Kathedrale des Bistums Léon St-Paul-Aurélien (Saint-Pol-de-Léon) und die Kirchen St-Paul-Aurélien (Lampaul-Ploudalmézeau) in Frankreich sowie St Pol de Leon (Paul) und St. Paul de Leon (Staverton) im Vereinigten Königreich haben ihn als Kirchenpatron.

## Darstellung
Mittelalterliche Darstellungen des Heiligen sind nicht bekannt. Neuzeitliche Bildnisse zeigen ihn im Bischofsornat und meist mit einem bezwungenen Lindwurm zu seinen Füßen.